# (3096) Bezruč
(3096) Bezruč – planetoida z grupy pasa głównego asteroid okrążająca Słońce w ciągu 4 lat i 133 dni w średniej odległości 2,67 j.a. Została odkryta 28 sierpnia 1981 roku w Obserwatorium Kleť w pobliżu Czeskich Budziejowic przez Zdeňkę Vávrovą. Nazwa planetoidy pochodzi od Petra Bezruča (1867-1958), czeskiego poety. Przed nadaniem nazwy planetoida nosiła oznaczenie tymczasowe (3096) 1981 QC1.